# اویویند موستروپ
اوی‌ویند موستروپ (دانمارکی: Øjvind Moestrup؛ زادهٔ ۱۵ دسامبر ۱۹۴۱) یک پژوهش‌گر، گیاه‌شناس آبی، و استاد دانشگاه اهل دانمارک است.
فعالیت‌های علمی-پژوهشی او بیشتر بر «طبقه‌بندی جلبک‌ها» متمرکز است. وی در مؤسسهٔ گیاه‌شناسی دانشگاه کپنهاگ مشغول به کار است و استاد رشتهٔ بیولوژی در همان دانشگاه است  و بیش از ۱۰۰ مقاله علمی منتشر نموده‌است.
اوی‌ویند موستروپ دکترای خود را در رشتهٔ زیست‌شناسی در سال ۱۹۸۳ میلادی از دانشگاه کپنهاگ دریافت داشت و با «دایرهٔ بازرسی شیلات» در «وزارت شیلات دانمارک» همکاری داشت. پژوهش‌های او بیشتر در زمینهٔ آرایه‌شناسی فیتوپلانکتون‌ها، بندگیاهان‌، دیاتوم‌های سمی، و سوزن‌جلبکان است.
او در سال ۲۰۱۲ میلادی بابت گرامیداشت یک عمر فعالیت پژوهشی در زمینهٔ زیست‌شناسی و کارهایی که در زمینهٔ شناخت ساختار ریزجلبکان انجام داده بود، برندهٔ «جایزهٔ یاسوموتو» شد.